# Arild (nome)
Arild  è un nome proprio di persona norvegese maschile.

## Origine e diffusione
L'origine di questo nome non è chiara; potrebbe essere una variante di Harold, oppure una forma danese del nome tedesco Arnold. Il nome conobbe una certa popolarità tra gli anni 1940 e gli anni 1960.

## Persone

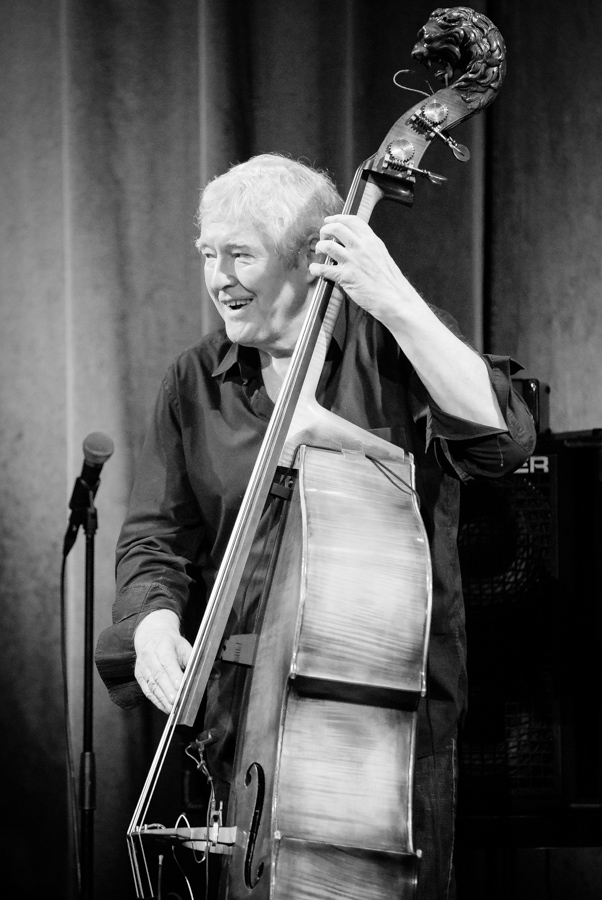
Arild Andersen

- Arild Andersen, contrabbassista norvegese
- Arild Mathisen, calciatore norvegese
- Arild Monsen, fondista norvegese
- Arild Østbø, calciatore norvegese
- Arild Stavrum, calciatore e allenatore di calcio norvegese
- Arild Sundgot, calciatore norvegese